# Sabine Hornberg
Sabine Hornberg (* 1961) ist eine deutsche Erziehungswissenschaftlerin und Professorin für Schulpädagogik und Allgemeine Didaktik im Kontext von Heterogenität an der Technischen Universität Dortmund.

## Leben
Sabine Hornberg studierte Pädagogik an der Universität Bielefeld (Diplom im Jahr 1990). Ihre Promotion schloss sie 1997 an der Ruhr-Universität Bochum zum Thema ‚Europäische Gemeinschaft und multikulturelle Gesellschaft – Anspruch und Wirklichkeit europäischer Bildungspolitik und -praxis’ ab. Zudem habilitierte sie sich 2008 an der Ruhr-Universität Bochum mit einer Schrift zum Thema ‚Schule im Prozess der Internationalisierung von Bildung am Beispiel internationaler Schulmodelle’ und erlangte die Lehrbefähigung für das Fach Pädagogik.
Von 1991 bis 1993 war Sabine Hornberg wissenschaftliche Mitarbeiterin am Institut für Schulentwicklungsforschung (IFS) an der Universität Dortmund sowie von 1994 bis 1998 am Lehrstuhl für Vergleichende Erziehungswissenschaft am Institut für Pädagogik an der Ruhr-Universität Bochum. Internationale Forschungsaufenthalte führten sie in dieser Zeit unter anderem an die Universidad Autònoma in Barcelona in Spanien (1991) sowie an die University of Toronto in Kanada (2002).
Sabine Hornberg war Projektleiterin der Internationalen Grundschul-Lese-Untersuchung (IGLU) 2006 am Institut für International und Interkulturelle Vergleichende Erziehungswissenschaft der Universität Hamburg (2004–2005) sowie am Institut für Schulentwicklungsforschung an der Technischen Universität Dortmund (2005–2008). Im Jahr 2008 wurde sie an die Universität Bayreuth berufen, an der sie bis zum Jahr 2012 Universitätsprofessorin (W2) für Allgemeine Pädagogik war.
Seit April 2012 ist sie Universitätsprofessorin (W3) für Schulpädagogik und Allgemeine Didaktik im Kontext von Heterogenität am Institut für Allgemeine Didaktik und Schulpädagogik (IADS) an der Technischen Universität Dortmund. Seit 2020 ist sie dort Dekanin der Fakultät 12 Erziehungswissenschaft, Psychologie und Bildungsforschung. Sabine Hornberg ist zudem Mitglied im Vorstand der Kommission International Vergleichende Erziehungswissenschaft (IVE) in der Sektion Internationale und Interkulturell Vergleichende Erziehungswissenschaft (SIIVE) in der Deutschen Gesellschaft für Erziehungswissenschaft (DGfE).

## Herausgeberschaften
- Seit 2018: Mitherausgeberin der Reihe ‚Profilentwicklung im Bildungswesen‘ (Waxmann Verlag)[8]
- Seit 2012: Mitglied im International Advisory Board des ‘Journal of Supranational Policies of Education’[9]
- Seit 2004: Mitherausgeberin der Reihe ‚Studien zur International und Interkulturell Vergleichenden Erziehungswissenschaft’[10]
- Seit 2003: Mitherausgeberin von ‚Tertium Comparationis. Journal für International und Interkulturell Vergleichende Erziehungswissenschaft’ (Waxmann Verlag)[11]

## Schriften (Auswahl)
- S. Hornberg: Agents of Privatization: International Baccalaureate Schools as Transnational Educational Spaces in National Education Systems. In: S. Wilmers, S. Jornitz (Hrsg.): International Perspectives on School Settings, Education Policy and Digital Strategies. Barbara Budrich, Opladen 2021, S. 310–320.
- C. Machold, A. Messerschmidt, S. Hornberg (Hrsg.): Jenseits des Nationalen? Erziehung und Bildung im Spannungsverhältnis von Entgrenzung und Begrenzung nationaler Ordnungen. Barbara Budrich, Berlin 2020.
- C. Adick, S. Hornberg: Europa in Bildungskontexten – Befunde, Innen- und Außenansichten. In: Zeitschrift für Internationale Bildungsforschung und Entwicklungspädagogik. Band 40, Nr. 4, 2017.
- S. Hornberg, C. Brüggemann (Hrsg.): Die Bildungssituation von Roma in Europa. (= Studien zur International und Interkulturell Vergleichenden Erziehungswissenschaft. Bd. 16). Waxmann, Münster 2013, ISBN 978-3-8309-7841-1.
- S. Hornberg, M. Parreira do Amaral (Hrsg.): Deregulierung im Bildungswesen. Waxmann, Münster 2012, ISBN 978-3-8309-7766-7.
- P. Mecheril, I. Dirim, M. Gomolla, S. Hornberg, K. Stojanov (Hrsg.): Spannungsverhältnisse. Assimilationsdiskurse und interkulturell-pädagogische Forschung. Waxmann, Münster 2010, ISBN 978-3-8309-2130-1.
- S. Hornberg: Schule im Prozess der Internationalisierung von Bildung. (= Studien zur International und Interkulturell Vergleichenden Erziehungswissenschaft. Bd. 11). Waxmann, Münster 2010, ISBN 978-3-8309-2259-9.
- S. Hornberg: Potential of the World Polity Approach and the Concept ‚Transnational Educational Spaces’ for the Analysis of New Developments in Education. In: Journal for Educational Research Online. Band 1, Nr. 1, 2009, S. 241–253.
- W. Bos, S. Hornberg, K.-H. Arnold, G. Faust, L. Fried, E.-M. Lankes, K. Schwippert, R. Valtin (Hrsg.): IGLU 2006. Lesekompetenzen von Grundschulkindern in Deutschland im internationalen Vergleich. Waxmann, Münster 2007, ISBN 978-3-8309-6919-8.
- S. Hornberg: Europäische Gemeinschaft und multikulturelle Gesellschaft. Anspruch und Wirklichkeit europäischer Bildungspolitik und -praxis. (= Historisch-vergleichende Sozialisations- und Bildungsforschung. Bd. 3). IKO Verlag für Interkulturelle Kommunikation, Frankfurt am Main 1999.

## Einzelbelege
1. ↑  Sabine Hornberg – IADS. Abgerufen am 22. August 2021.
2. ↑  Sabine Hornberg: Europäische Gemeinschaft und multikulturelle Gesellschaft. Anspruch und Wirklichkeit europäischer Bildungspolitik und -praxis. 1. Auflage. IKO Verlag für Interkulturelle Kommunikation, Frankfurt am Main. 1999, ISBN 3-88939-367-5, S. 334.
3. ↑  Sabine Hornberg: Schule im Prozess der Internationalisierung von Bildung. 1. Auflage. Waxmann, Münster 2010, ISBN 3-8309-2259-0, S. 266.
4. ↑  Sabine Hornberg – IADS. Abgerufen am 22. August 2021.
5. ↑  Wilfried Bos, Sabine Hornberg, Karl-Heinz Arnold, Gabriele Faust, Lilian Fried, Eva-Maria Lankes, Knut Schwippert, Renate Valtin (Hrsg.): IGLU 2006. Lesekompetenzen von Grundschülern in Deutschland im internationalen Vergleich. 1. Auflage. Waxmann, Münster 2007, ISBN 3-8309-1919-0, S. 354.
6. ↑  Neues Dekanat gewählt. Abgerufen am 22. August 2021.
7. ↑  DGFE: Vorsitz der Kommission. Abgerufen am 22. August 2021.
8. ↑  Waxmann Verlag GmbH: Erziehungswissenschaft. Abgerufen am 22. August 2021.
9. ↑  Sabine Hornberg – IADS. Abgerufen am 22. August 2021.
10. ↑  Waxmann Verlag GmbH: Reihen. Abgerufen am 22. August 2021.
11. ↑  Sabine Hornberg – IADS. Abgerufen am 22. August 2021.

| Personendaten    | Personendaten                        |
| ---------------- | ------------------------------------ |
| NAME             | Hornberg, Sabine                     |
| KURZBESCHREIBUNG | deutsche Erziehungswissenschaftlerin |
| GEBURTSDATUM     | 1961                                 |